# Ciénaga de Oro
Ciénaga de Oro és un municipi del departament de Córdoba a la regió Carib de Colòmbia. Es troba localitzat a l'est del departament, a 35 quilòmetres de Montería, i té una extensió de 50.100 hectàrees, un 2% de l'extensió de departament de Córdoba, de les quals un 15% és pla. Limita pel nord amb San Andrés de Sotavento i Chimá; pel sud, amb Pueblo Nuevo; per l'est amb els municipis de Chinú i Sahagún i per l'oest amb els municipis de Cereté, San Carlos i San Pelayo. Va ser fundat el 15 de desembre de 1776 per Antonio de la Torre y Miranda.